# Тодор Паласкаря
Тодор Димитриев Паласкаря, Паласката или Паласкаре е български хайдутин и революционер, войвода на Македонския комитет.

## Биография
Тодор Паласкаря е роден през 1815 или 1821 година в неврокопското село Белотинци, Османската империя. Хайдутува от 1834 година. Около 1850 година формира чета заедно с Богатин войвода и Вангел Япов. Действа в района на планината Алиботуш.
По време на Априлското въстание от 1876 година действията на Тодор Паласкаря се активизират. Разгромява турската разбойническа банда на Али Чауш, която тероризира местното население.
По време на Руско-турската война с четата си, в която е и Стоян Карастоилов, действа в Сярско, Неврокопско и Мелнишко. Четата унищожава разбойниците Хайдут Сулю и Шейха.
В 1878 година участва в Кресненско-Разложкото въстание. В началото на октомври заедно с Коста Кукето, Кочо Лютата и други войводи се установява в Кресненското дефиле, а революционният комитет го определя да пази границата откъм Разлога. Заедно с Баньо Маринов и други войводи организира чета от 376 души в Горна Джумая, с която напада Банско и Баня.